# 香港大學文學院
香港大學文學院（英語：The Faculty of Arts, The University of Hong Kong）是香港大學本部轄下的一所學院，於1912年隨香港大學的創建而成立，是香港大學最早成立的學院之一。文學院主要就語文、文學、人文及文化等範疇提供高等教育，並就以上範疇進行研究。

## 概要
香港大學文學院創立於1912年，是香港大學創建伊始即成立的三大學院之一，另外兩個分別是醫學院及工程學院。由於在20年紀初期，中國的知識份子大多主張學習西方科技，基於實際應用考慮，香港大學在籌備初期已經決定設立醫學院及工程學院，但開設文學院曾經被視為並非必要。雖然文學院在籌辦初期曾被質疑實用性，但到香港大學正式成立時，仍把文學院納入為大學創建初期的三大學院之一。香港大學文學院不但為香港培訓語文、文學、人文、文化研究的專才，更是香港本地政治領袖的搖籃，很多香港高官及政經要員，都曾經在香港大學文學院接受教育。
香港大學文學院於1917年設立為香港教師提供高等教育培訓的教育學系。因應香港當時尚未有提供師範課程的高等院校，香港大學於是在文學院開設教育學系，為香港教育界培訓具有專上教育程度的教師，香港大學也因此成為香港第一所提供師範教育的高等院校。教育學系於1984年自文學院獨立為直轄於香港大學本部的香港大學教育學院。
於1912年落成的香港大學本部大樓曾經是港大創建初期三大學院共用的校舍，港大擴建後，醫學院及工程學院先後遷出，大樓轉交文學院單獨使用，本部大樓於1984年被列為香港法定古蹟，直至2012年香港大學百週年校慶文學院才遷到逸夫教學樓。

## 轄下單位
香港大學文學院有四個轄下學院及三個研究中心：
- 中文學院（School of Chinese）
- 英文學院（School of English）
- 人文學院（School of Humanities）
- 現代語文及文化學院（School of Modern Languages and Cultures）
- 應用英語中心（Centre for Applied English Studies）
- 佛學研究中心（Centre of Buddhist Studies）
- 人文醫學中心（Centre for the Humanities and Medicine）

## 外部連結
- 香港大學文學院 （页面存档备份，存于）